# Piotr Krzesimir IV
Piotr Krzesimir IV (chorw. Petar Krešimir IV; zm. 1074) – władca Królestwa Chorwacji od ok. 1058 do ok. 1074 r.; przedstawiciel dynastii Trpimirowiczów; przez wielu historyków uważany za najpotężniejszego władcę średniowiecznego państwa chorwackiego.

## Kryzys religijny
Piotr Krzesimir IV panował w okresie ruchu reformatorskiego w Kościele Zachodnim, który w 1059 r. zaoczątkował na Lateranie opat Hildebrand, później znany jako papież Grzegorz VII. W owym czasie kryzys religijny związany z walką kleru łacińskiego z obrządkiem słowiańskim znacznie przybrał na sile. Wobec sporów kościelnych Piotr Krzesimir IV najprawdopodobniej zachował neutralność. Na początku panowania walczył o tron ze swoim bratem Gojsławem II, który zginął najprawdopodobniej z jego polecenia. W 1060 r. papież Mikołaj II wysłał do Chorwacji legata Majnarda celem zbadania sprawy zabójstwa Gojsława. Oskarżony o tę zbrodnię Piotr Krzesimir IV złożył przed legatem papieskim, wraz z dwunastoma żupanami, przysięgę, że jest niewinny. Wkrótce potem Majnard został ponownie wysłany do Chorwacji w celu zwołania synodów kościelnych. Nie wiadomo, jakie było stanowisko Piotra Krzesimira IV wobec zakazania kultu słowiańskiego przyjętego na synodzie w Splicie. 
Opierając się na informacjach, iż władca założył dwa klasztory benedyktyńskie w Biogradzie na Moru i utrzymywał dobre stosunki z klasztorami w Zadarze i Splicie oraz z diecezją na wyspie Rab, można przypuszczać, że popierał reformy kościelne, sprzeciwiał się liturgii słowiańskiej i zwyczajom Kościoła Wschodniego. Jednakże źródła nie mówią nic o jego dotacjach dla archidiecezji Split, chociaż na jej czele stał abp Lovro – główny orędownik reform w Chorwacji. Istnieje możliwość, że Krzesimir IV, chociaż był zwolennikiem liturgii łacińskiej i oficjalnie popierał papieskie reformy, to unikał represjonowania głagolitów i w Chorwacji niewiele się zmieniało, szczególnie w północnej części wybrzeża adriatyckiego (m.in. wyspa Krk i Cres), gdzie ruch głagolicki zakorzenił się bardzo głęboko.

## Panowanie
Rekonstrukcja panowania Piotra Krzesimira IV jest niezwykle utrudniona, ponieważ autentyczność wielu dokumentów, w których jest on wymieniony budzi kontrowersje. Pierwsza wzmianka o nim pochodzi z 1060 r. w dokumencie z wyspy Rab dotyczącym założenia klasztoru św. Piotra w Supetarska Draga.

Według chorwackiej tradycji historycznej i zdaniem niektórych mediewistów, m.in. chorwackiego badacza, Tomislava Raukara, w czasie rządów Piotra Krzesimira IV Chorwacja zyskała władzę nad, bizantyjskimi dotąd, miastami dalmatyńskimi. Potwierdzeniem tej tezy ma być zauważalne w owym czasie słabnięcie dominacji bizantyjskiej, czego skutkiem miało być uznanie Królestwa Chorwacji za Królestwo Chorwacji i Dalmacji (łac. Regnum Croatiae et Dalmatiae). Według tezy chorwackiego historyka, Luja Margeticia, od 1060 r. Piotr Krzesimir miał nosić tytuł króla Chorwacji i Dalmacji (łac. rex Croatiae et Dalmatiae). Nie brakuje jednak badaczy, którzy wątpią w realną władzę Chorwacji nad miastami dalmatyńskimi w okresie rządów Piotra Krzesimira IV. Władza symboliczna nie musiała bowiem oznaczać władzy rzeczywistej. 

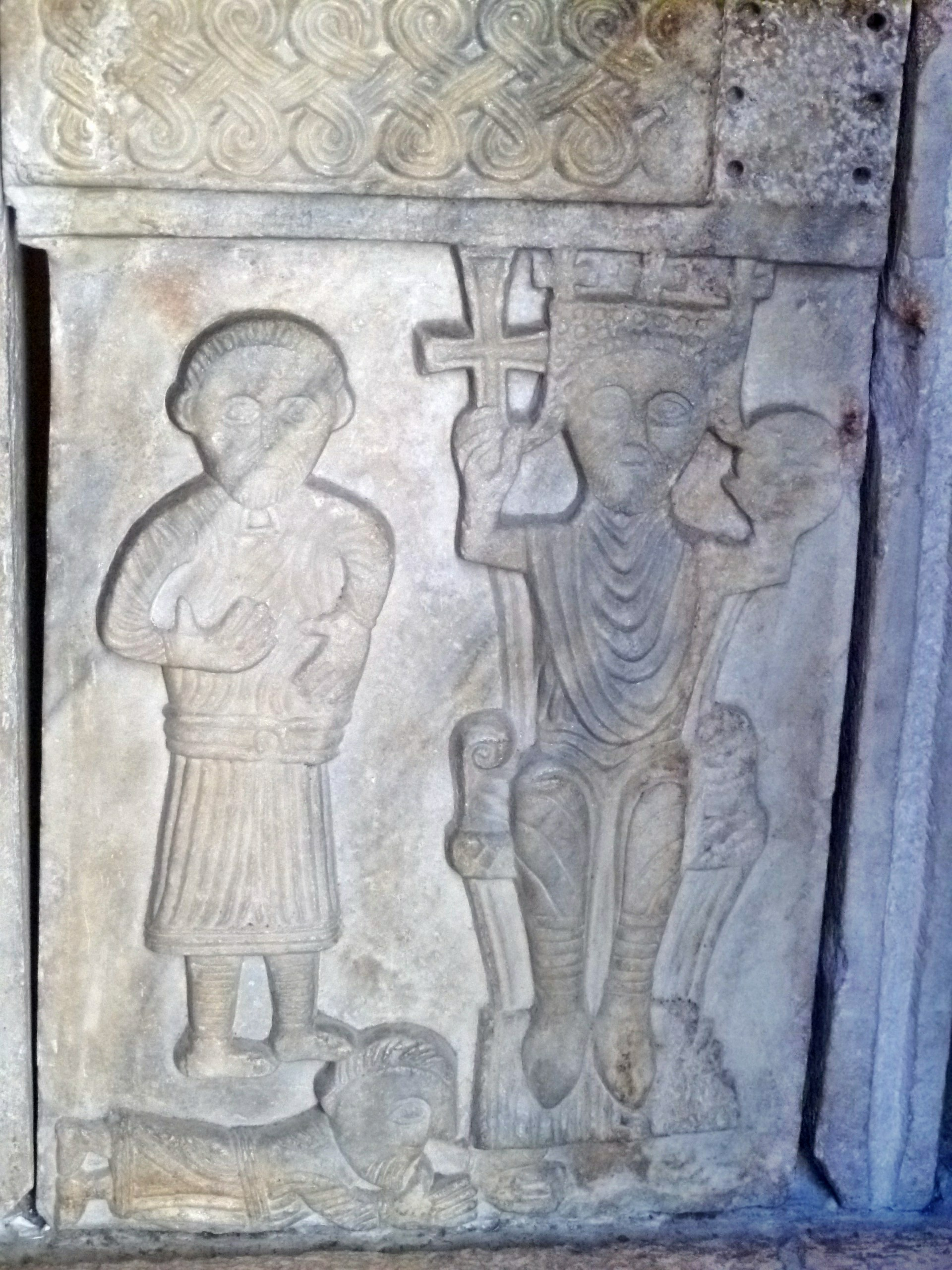
Romański relief, z XI w., z katedry w Splicie – może przedstawiać króla Piotra Krzesimira IV, choć część badaczy uznaje, iż jest to Zvonimir.

Nie ulega wątpliwości, że Piotr Krzesimir miał ważną pozycję w bizantyjskich miastach nadmorskich (pomimo braku pewności co do władzy formalnej), o czym zaświadczają liczne zgody na budowy i odnowy kilku klasztorów benedyktyńskich, m.in. na wyspie Rab, dwóch klasztorów w Biogradzie na Moru oraz wystawienie zgody na fundację klasztoru Benedyktynek w Zadarze. Liczne dokumenty potwierdzają również istnienie stałej kancelarii królewskiej i rozwiniętych służb państwowych.
W 1069 r., w akcie darowizny nadającym wyspę Maun klasztorowi św. Krzysztofa (sv. Krševana), Petar określa Adriatyk, jako nasze morze dalmatyńskie (łac. propriam insulam in nostro Dalmatico mari sitam). Wspomina się również, że jego panowanie rozprzestrzeniło się na lądzie i morzu, co może wskazywać na fakt, że Chorwacja anektowała ziemie Neretlan, o których ostatnio wspominano jako o niezależnym podmiocie w 1050 r. Informacje jakoby Krzesimir IV miał sprawować władzę nad Bośnią nie mają potwierdzenia w źródłach.
Siedzibami władcy były, inaczej niż u poprzedników, miasta nadmorskie: Biograd na Moru i Nin. Piotr Krzesimir najprawdopodobniej był również fundatorem Szybenika, który powstał w pobliżu nadmorskich ośrodków bizantyjskich, o tradycji antycznej, co może wskazywać na fakt, iż z jakiegoś powodu miasta dalmatyńskie wciąż nie były dla władcy w pełni dostępne. Faworyzowanym przez władcę miastem był Biograd na Moru.
Większość historyków chorwackich jest zgodna, że Piotr Kresimir IV był najpotężniejszym królem Chorwacji. W czasie jego panowania państwo Chorwatów obejmowała największe terytorium w całej swojej historii. Znaczenie chorwackich władców w basenie Morza Śródziemnego wyraźnie wzrosło. Oprócz prawdopodobnego anektowania ziem Neretlan, król umocnił również swoją władzę nad Slawonią. Pod jego jurysdykcją znajdowało się dwóch banów – jeden odpowiadał za Likę (dotąd urząd bana dotyczył tylko tego regionu), drugi za Slawonię. Na bana Slawonii został mianowany przyszły król – Dymitr Zvonimir, który uzyskał pozycję niemal równą chorwackiemu władcy. W owym czasie Zvonimir mógł nawet w imieniu króla i swoim wydawać dokumenty państwowe. W tym czasie wzmacniała się również pozycja i rosło bogactwo grupy możnowładców, co prowadziło do nasilenia się w Chorwacji tendencji odśrodkowych. Piotr Krzesimir, podobnie jak jego poprzednicy i następcy, rozdawał królewskie posiadłości możnym i rycerstwu dworskiemu. Nadawał im również stałe dochody z całych żupanii.
Państwo Chorwackie, rozdarte sprawami wewnętrznymi, było jednak zbyt słabe, aby utrzymać na stałe zdobycze terytorialne. Nie można wiarygodnie ustalić, co dokładnie było przyczyną ataku na Chorwację, jakiego dokonali w 1074 r., wasale papieża, Normanowie z południowych Włoch. Najazd Normanów italskich najprawdopodobniej popierały miasta dalmatyńskie, nieprzychylne chorwackiemu panowaniu. Dokument legata papieskiego, Gerarda, z listopada 1074 r., wspomina, że normański władca Amico II schwytał chorwackiego króla. Nie ma dalszych wiadomości o losie władcy. Prawdopodobnie zmarł wkrótce w normańskiej niewoli. Najprawdopodobniej Piotr Krzesimir ożenił się z córką doży weneckiego i nie miał potomka płci męskiej. Następcą chorwackiego tronu został, niespokrewniony z Piotrem Krzesimirem, dotychczasowy ban Slawonii – Zvonimir.